# Alfred Castelliz
Alfred Castelliz (Celje, Eslovenia, 20 de junio de 1870 – Viena, 21 de diciembre de 1940) fue un arquitecto austríaco.

## Biografía
En 1889 accedió a la Academia de Bellas Artes de Viena, donde se graduó en arquitectura. En el curso 1896-1897 visitó la escuela de Otto Wagner, donde conoció a Jože Plečnik. A continuación trabajó para diversos estudios de Viena y Budapest hasta 1902, año en que comenzó su andadura como arquitecto independiente.
En 1907 fue contratado como profesor en la Escuela Superior de Industria Maderera de Villach, y dos años después en la Escuela Industrial del Estado de Viena. Posteriormente también fue elegido para impartir clases en la Academia de Bellas Artes de la capital austríaca, pero fue un cargo al que renunció. Desde 1913 fue miembro del Österreichischer Werkbund.
El conjunto de su obra puede dividirse en tres fases: la primera se caracteriza por la enseñanza superior recibida de Friedrich von Schmidt y Otto Wagner. La segunda, se extiende hasta casi la Primera Guerra Mundial y se aproxima a un modernismo moderado. La tercera, posterior a la guerra, se distingue porque Castelliz dio lugar a un estilo personal en el que la ornamentación desapareció gradualmente de las paredes.